# Jesse Sekidika
Jesse Tamunobaraboye Sekidika (* 14. Juli 1996 in Port Harcourt) ist ein nigerianischer Fußballspieler. Seit September 2023 steht er bei Sabah FK in der Aserbaidschanischen Premyer Liqası unter Vertrag.

## Jugend
Sekidika verbrachte seine Schulzeit in einem Internat in Leicestershire. Bei einem Turnier der Keele University hatten die Verantwortlichen von Manchester United und Stoke City Interesse an einer Verpflichtung. Sekidika konnte weder für Stoke City noch für Manchester United unterschreiben, weil er keinen europäischen Pass und keine Arbeitserlaubnis besaß.
Im August 2014 ging es für ihn nach Portugal zu AD Oeiras. Dort spielte er eine halbe Saison und wurde im Januar 2015 von Benfica Lissabon verpflichtet.

## Vereinskarriere
In der Rückrunde der Saison 2015/16 wechselte Sekidika nach Serbien und wurde Spieler beim Zweitligisten FK Napredak Kruševac. Am Ende der Saison gelang der Aufstieg in die 1. Liga. Im Sommer 2018 ging es weiter in die Türkei zum Zweitligisten Eskişehirspor. Während der Saison 2018/19 erzielte Sekidika sechs Tor in 13 Ligaspielen.
Am 9. Januar 2020 gab Galatasaray Istanbul die Verpflichtung von Sekidika bekannt. Sekidika erzielte sein erstes Pflichtspieltor im Gelb-Roten-Trikot in der Ligabegegnung gegen Denizlispor am 20. Januar 2021. Gleichzeitig war es das 500. Tor von Galatasaray im Türk Telekom Stadyumu. Für die Rückrunde der Saison 2020/21 wurde Sekidika an Konyaspor ausgeliehen. Sekidika wurde während der Saison 2021/22 an den belgischen Erstligisten Oud-Heverlee Löwen ausgeliehen. Am 15. August 2022 gab Galatasaray die Vertragsauflösung mit Sekidika bekannt.

## Erfolg
FK Napredak Kruševac
- Serbischer Zweitligameister: 2015/16